# Visibaba
Visibaba (Servisch cyrillisch Висибаба) is een plaats in de Servische gemeente Požega. De plaats telt 1232 inwoners (2002).